# Xiria antica
Xiria antica är en tvåvingeart som beskrevs av Walker 1856. Xiria antica ingår i släktet Xiria och familjen bredmunsflugor. Inga underarter finns listade i Catalogue of Life.